# Cap Eritreu
El Cap Gudura (grec: Άκρα Γούδουρα, Ákra Gúdura), antigament conegut com a Cap Eritreu (grec antic: Ἐρυθραῖον ἄκρον, llatí: Erythraeum promontorium), és un cap del sud-est de Creta, que probablement deu el seu nom a l'antiga població d'Eritrea de Creta.